# 中原网球中心

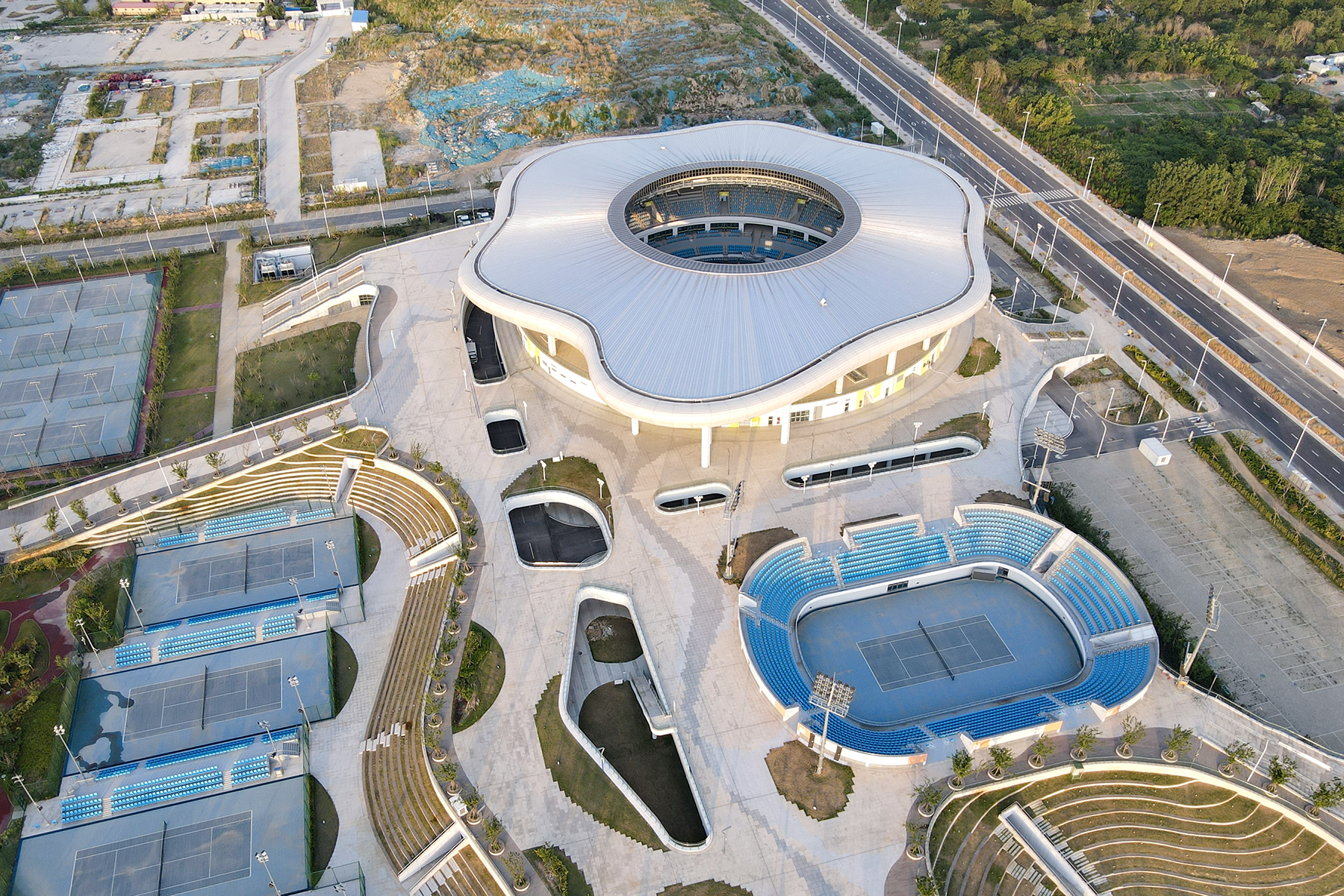
中原网球中心二期工程俯瞰

中原网球中心即中原网球训练基地管理中心，是隶属于河南省体育局、提供网球专业场馆服务和普及网球运动的事业单位，位于河南省郑州市的郑东新区金水东路与明理路交叉口东南角，总占地面积300亩，总建筑面积约60000平米，总投资约4亿元人民币。

## 简介
目前已交付使用的一期工程共有24片场地，其中南、北两个室内场馆(2012年12月建成，8片，其中VIP场地4片)，建筑面积8000平米；室外场地16片(其中VIP场地4片)，总建筑面积10022平米。
二期工程主要包括高水平比赛需要的半决赛及决赛专业场馆，其中2个网球半决赛场，建筑面积4500平米；1个网球决赛馆，建筑面积14600平米。
网球中心主任荣长安是河南省网球协会常务副秘书长，中心副主任孙甜甜是河南省网球协会副秘书长。
2022年，与河南省体育中心、河南省体育馆合并为河南省体育场馆中心。

## 交通
距离郑州东站5公里、京港澳高速郑州新区出口2公里、新郑国际机场30分钟车程。
| 市体育中心           | 市体育中心     | 市体育中心 | 市体育中心     | 市体育中心 |
| 编号                 | 路线           | 路线       | 路线           | 备注       |
| -------------------- | -------------- | ---------- | -------------- | ---------- |
| 160                  | 东风南路商都路 | ↻          | 东风南路商都路 | 循环线     |
| 166                  | 农业路中州大道 | ⇆          | 市体育中心     |            |
| 170                  | 市体育中心     | ⇆          | 前牛岗社区     |            |
| S135                 | 郑州东站       | ⇆          | 郑东花卉市场   |            |
| 智慧岛便民服务直通车 | 已停办         | 已停办     | 已停办         | 已停办     |

| 明理路金水东路 | 明理路金水东路        | 明理路金水东路        | 明理路金水东路        | 明理路金水东路        |
| 编号           | 路线                  | 路线                  | 路线                  | 备注                  |
| -------------- | --------------------- | --------------------- | --------------------- | --------------------- |
| 43             | 已于2023年11月1日停办 | 已于2023年11月1日停办 | 已于2023年11月1日停办 | 已于2023年11月1日停办 |
| 160            | 东风南路商都路        | ↻                     | 东风南路商都路        | 循环线                |
| 166            | 农业路中州大道        | ⇆                     | 市体育中心            |                       |
| 170            | 市体育中心            | ⇆                     | 前牛岗社区            |                       |
| 305            | 明理路金水东路        | ⇆                     | 白沙镇星联厨卫城      |                       |
| 308            | 岗王公交站            | ⇆                     | 学理路明理路          |                       |
| 312            | 河南财政金融学院      | ⇆                     | 公交集团              |                       |
| 312区间        | 工贸路公交站          | ⇆                     | 明理路金水东路        |                       |
| 326            | 郑州东站              | ⇆                     | 白沙镇星联厨卫城      |                       |
| 326区间        | 已于2025年1月13日停办 | 已于2025年1月13日停办 | 已于2025年1月13日停办 | 已于2025年1月13日停办 |
| S171           | 市体育中心            | ⇆                     | 吉地澜花语社区        |                       |

| 明理路金水东路 | 明理路金水东路 | 明理路金水东路 | 明理路金水东路 | 明理路金水东路 |
| 编号           | 路线           | 路线           | 路线           | 备注           |
| -------------- | -------------- | -------------- | -------------- | -------------- |
| 570            | 已停办         | 已停办         | 已停办         | 已停办         |

## 主要赛事
- ITF女子巡回赛，2014年5月24日至6月1日[6]，2015年7月20日至7月26日[7]，2016年5月15日至22日[8]
- WTA 125K系列赛，2017年4月15日至4月23日[9]，2018年4月14日至4月22日[10]
- 2019年“巴迪瑞杯”全国网球团体锦标赛，2019年4月6日至13日[11]
- 首届郑州网球公开赛，2019年9月9日至9月15日[12]